# بحيرة فيريتينو
بحيرة فيريتينو هي بحيرة جليدية ضيقة، بطول 1.5 ميل بحري (2.8 كم؛ 1.7 ميل)، تقع في الجزء الشمالي الشرقي من شبه جزيرة بريدنيس في تلال فيستفولد في أنتاركتيكا. تقع على ما يقارب 1.5 ميل بحري (2.8 كم؛ 1.7 ميل) جنوب لونكي ريدج.
تم تصوير البحيرة لأول مرة بواسطة بعثة عمليات البحرية الأمريكية (1946-1947)، وبعد ذلك بواسطة الاستطلاعات البعثة الأسترالية الوطنية للبحوث في القطب الجنوبي (ANARE) (1954-1958)، والبعثة السوفيتية للقارة القطبية الجنوبية (1956).